# Oust-Tarka
Oust-Tarka (en russe : Усть-Тарка) est un village de Russie situé dans l'oblast de Novossibirsk. C'est le siège administratif du raïon et de la municipalité du même nom. 

## Géographie
Oust-Tarka se trouve au bord de la Om au ouest de l'oblast de Novossibirsk, à 509 km à vol d'oiseau de Novossibirsk. 

## Histoire
La localité est connue depuis 1752. 

## Population
Recensements (*) et estimations de la population,,: 
| 1959* | 1970* | 1979* | 1989* | 2002* | 2010* |
| ----- | ----- | ----- | ----- | ----- | ----- |
| 2 850 | 3 006 | 3 633 | 4 395 | 4 381 | 3 819 |

| 2021* | - | - | - | - | - |
| ----- | - | - | - | - | - |
| 4 054 | - | - | - | - | - |